# 今江敏晃
今江 敏晃（いまえ としあき、朝鮮語: 이마에 토시아키、1983年8月26日 - ）は、京都府向日市出身の元プロ野球選手（内野手、右投右打）、指導者。現在はサムスン・ライオンズQCコーチ。
東北楽天ゴールデンイーグルス時代のは登録名を「今江 年晶（読み同じ）」としており、現役引退後の2020年から楽天のコーチへ就任することに伴い、登録名を再び本名に戻した。

## 経歴

### プロ入り前
少年野球チームは向陽オックスに所属。中学3年生の時には、全日本中学野球選手権大会 ジャイアンツカップで全国優勝を果たすと、ボーイズリーグの世界選抜として世界大会でも優勝。PL学園高等学校で1年生時から4番打者を務め、2000年の夏の甲子園に出場、3回戦で敗退。当時の同級生には朝井秀樹、桜井広大、小斉祐輔らがいる。また1学年上に中尾敏浩がおり、二遊間を組んだ。高校通算本塁打は30本。
2001年のNPBドラフト会議で、千葉ロッテマリーンズから3巡目で指名を受け、契約金7500万円、年俸720万円（金額は推定）という条件で入団した。入団当初の背番号は、PL学園高校の先輩に当たる得津高宏が、ロッテの外野手時代に着用していた25。

### ロッテ時代
2002年は4月28日に大阪ドームで開かれた対大阪近鉄バファローズ戦9回表に代打として一軍デビュー。4月30日の対福岡ダイエーホークス戦（千葉マリンスタジアム）では遊撃手として一軍初のスタメン出場を果たした。その後に一時出場選手登録を抹消されるが、抹消後は二軍のレギュラーを獲得。後半戦に再び一軍へ登録されると、9月30日の対西武ライオンズ戦（西武ドーム）で一軍初安打。一軍公式戦全体には15試合に出場。通算25打席で打率.200という成績ながら、2打点を記録したほか、5安打のうち3本が二塁打であった。
2003年はイースタン・リーグの選抜選手としてフレッシュオールスターに出場。1-3で迎えた8回裏一死満塁の打席で走者一掃の逆転三塁打を放ったことから、MVPに選出された。しかし、一軍公式戦には5試合の出場で、6打数2安打（打率.333、1二塁打）という成績にとどまった。
2004年は遊撃手のレギュラーに小坂誠がいたため、強肩を生かして外野手へのコンバートを打診されたが、内野手をやりたいという自身の希望で三塁手にコンバート。6月から初芝清やマット・フランコらと三塁手のレギュラーを争う活躍を見せ、6月にはプロ初本塁打を記録。しかし、投球を手に受けたこと（スイングしていたため、判定はストライク）による故障により41試合の出場に留まった。シーズンオフに、背番号をかつて「ミスターロッテ」と呼ばれて三塁手でもあった有藤道世が背負っていた8に変更した。
2005年は、「9番・三塁手」として初の開幕スタメンを果たした。三塁手としてレギュラーに定着すると、一気にチームトップとなる132試合に出場、球団史上歴代5位となるシーズン22試合連続安打を記録、8月の月間打率は4割を超え、一時は打率がリーグ1位に。その後も調子を維持し初の規定打席と3割に到達。またこの年のパ・リーグ最多二塁打となる35二塁打を記録。リーグ優勝時は、チームが内野手を全て使い切ったため三塁を初芝清に譲り、二塁で優勝の瞬間を迎えた。日本シリーズでは、第1戦・第2戦で8打席連続安打、シリーズ打率.667と新記録を達成し、日本シリーズMVPにも選出される。こうした活躍を高く評価され、三塁手部門のベストナインと初のゴールデングラブ賞を受賞。
2006年は開幕前の3月に開催された第1回ワールド・ベースボール・クラシック(WBC)の日本代表に選出された。同大会では、5試合に出場し4打点を挙げ、日本の優勝に貢献した。

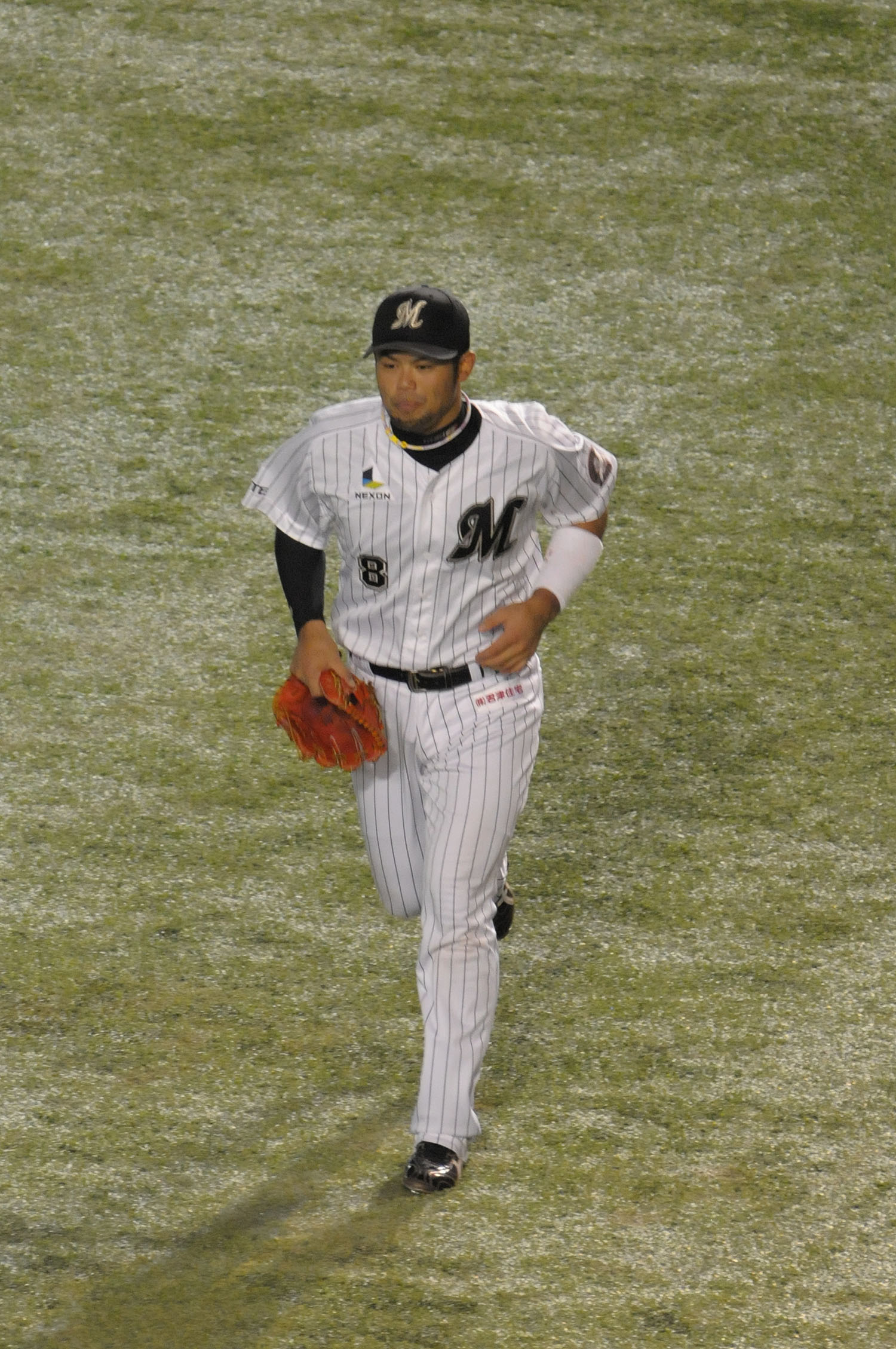
ロッテ時代（2011年8月6日）

シーズンでは前半は2番に起用されることが多かったが、調子の波が激しく打撃が安定しなかった。三塁のレギュラーは守ったものの結局最後まで不調に終わり、打率を大きく下げた。最後のパ・リーグ東西対抗にて3ランを含む3安打でMVPとなる。この年も連続でゴールデングラブ賞を受賞（2回目）。
2007年は5月に左手有鈎骨を骨折したのもあり、前年同様の打撃不振に陥り打率.249とさらに下げた。打順はほとんど8番か9番。また、故障により守備面でも不安があり堀幸一や青野毅にポジションを譲ることもあったが、ゴールデングラブ賞を3年連続で受賞。
2008年は前2シーズンと打って変わって打撃好調を維持し、9月7日までに打率.309、12本塁打、55打点を挙げるものの、同日の対ソフトバンク戦で水田章雄より右上腕へ死球を受け右尺骨骨折し、登録抹消。結局一軍に復帰できないままシーズン終了となった。この年は本塁打を2桁を記録するなど打撃は好調だったものの守備では若干成績を落とし、特に補殺と併殺参加数は前シーズンまでと比べて少なかった（併殺参加数は2006年はリーグトップの24個だったがこの年はリーグ最少の4個しか記録できず。ワースト2位の草野大輔も13個記録していることからも少なさが分かる）。それでもゴールデングラブ賞を4年連続で受賞した。
2009年7月5日西村徳文一軍ヘッド兼外野守備走塁コーチがボビー・バレンタイン監督よりスタメンを告げられる際に、本来三塁で先発出場する予定だった今江の愛称である「ゴリ」と「堀」を聞き間違えてしまい、堀幸一が2年ぶりにスタメン三塁で出場する珍事があった。結局、堀は第1打席で犠牲フライを放ったのち、3回表の守備より今江と交代した。同年はチーム4位の60打点を記録したものの、打率は.247と低調に終わり、2005年から受賞していたゴールデングラブ賞は小谷野栄一に譲ってしまった。
2010年はシーズン序盤は9番打者であったが、荻野貴司の故障後は2番に抜擢され、自己最多（リーグ3位）の犠打数を残した。シーズン終盤は清田育宏が2番に定着すると、5番や6番を任された。打率はリーグでも3位の.331と好調、本塁打を除いて自己最高のシーズンを送り、チームのクライマックスシリーズ進出にも貢献した。日本シリーズでも打率.444を記録し、2度目の日本シリーズMVPを獲得した。
2012年はチームの主将に就任。同年は136試合に出場して6本塁打、打率.253、47打点を記録した。
2013年は主将の座を岡田幸文に譲った。5月15日の読売ジャイアンツ戦ではプロ入り後初の4番打者に入ると、そこからは4番に定着。本塁打こそ年間10本とクリーンアップとしては少なかったが、打率は.325パ・リーグ2位、守備率も三塁手リーグ1位の.969を記録し、攻守にわたりチームのクライマックスシリーズ進出に大きく貢献した。この年には海外FA権を取得したが、シーズン終了後の球団との契約交渉では、権利を行使しないまま新たに2年契約を結んだ。
2014年は脹脛の筋膜炎で開幕に間に合わず、4月1日の本拠地開幕戦から一軍に復帰した。しかし、わずか2週間後に腰痛で登録抹消となるなどシーズンを通して体のコンディションに苦しみ、打撃も前年に比べて安定せず、2番から9番まであらゆる打順で起用された。
2015年はオープン戦で打率.313を記録。また、前年のシーズン中盤から4番を打っていたアルフレド・デスパイネが4月中旬まで母国・キューバの国内リーグに参加していた関係で、公式戦の開幕から4番打者を任された。その一方で、5月22日の対オリックス戦（ほっともっとフィールド神戸）では、8回表の打席で佐藤達也から頭部に死球を受けて交代（佐藤は吉本文弘球審からの危険球宣告で退場）。翌23日の同カード（京セラドーム大阪）では本塁打、6月3日の対阪神戦（甲子園）では単打を放てばサイクル安打を記録できる状況（詳細後述）で最終打席を迎えたが、いずれも達成に至らなかった。さらに、7月14日の対オリックス戦（京セラドーム大阪）8回表の打席で、岸田護から死球を受けて左手を骨折。9月11日の同カード（QVCマリンフィールド）で一軍に復帰するまで、約2か月間の戦線離脱を余儀なくされた。同年限りでロッテとの2年契約が満了したことを受け、同年シーズン終了後の11月10日に、前述の海外FA権を行使することを表明。ロッテでは基本としてFA権行使表明選手の残留を認めない方針を立てていたため、ロッテを退団することが決定した。翌11日には、NPBから海外フリーエージェント宣言選手として公示された。その後、同じパシフィック・リーグに所属する東北楽天ゴールデンイーグルスが、公示を機に獲得交渉に乗り出した。
なお、シーズン途中の7月16日にはオフの11月に開催された第1回WBSCプレミア12の日本代表第1次候補に選出されたが、最終ロースターには選出されなかった。

### 楽天時代

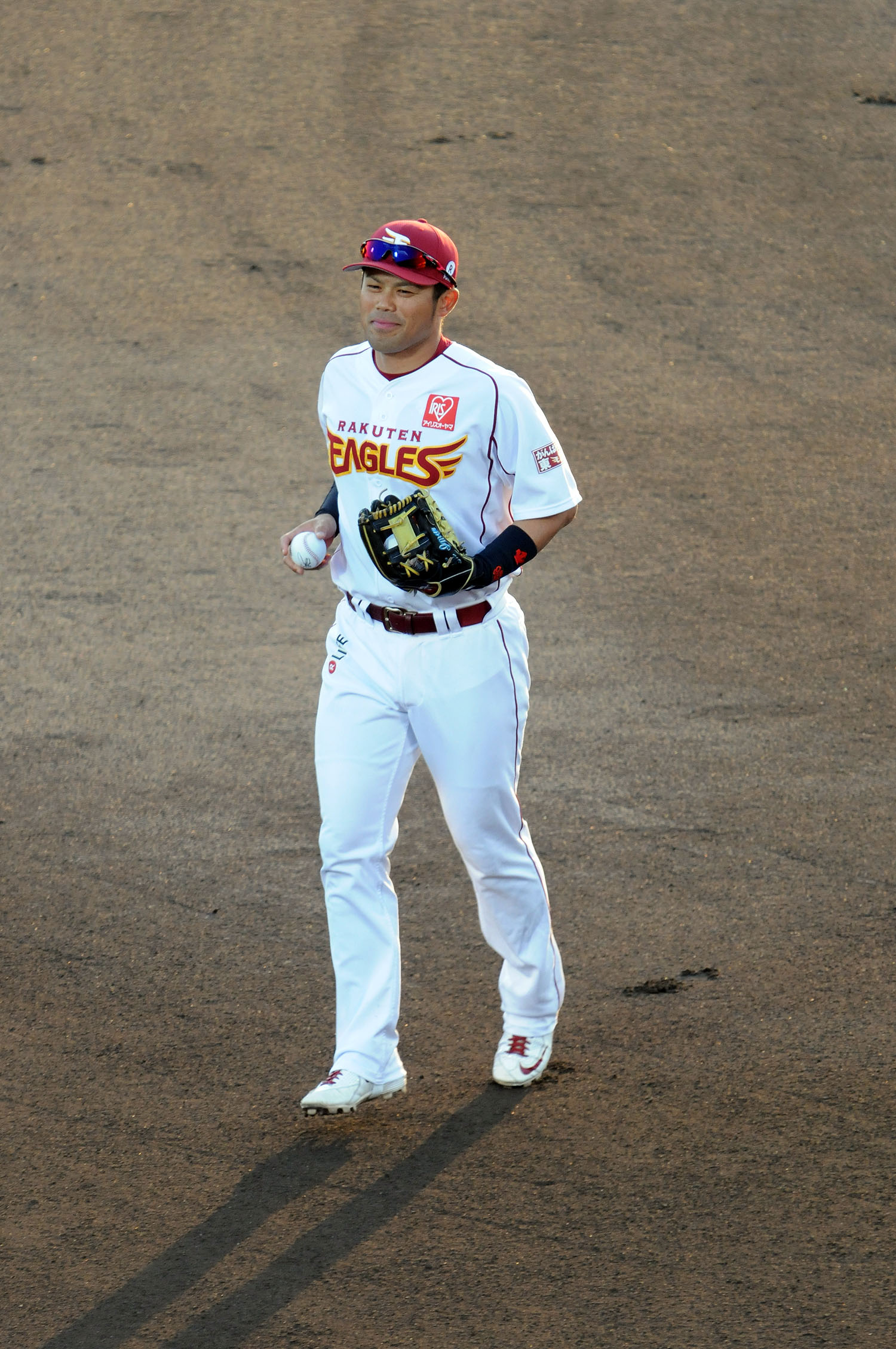
楽天時代
（2016年5月17日 こまちスタジアム）

2015年11月27日、楽天への入団が発表された、背番号はロッテ時代と同じ8。楽天がFA権の行使を宣言した選手を他球団から獲得した事例は、中日ドラゴンズに在籍していた中村紀洋と2009年から2年契約を結んで以来2例目である。なお、ロッテ球団は2016年1月13日、今江の移籍に関する補償措置として、人的補償ではなく金銭補償（推定1億6000万円）を求めた。
2016年は、ロッテ時代の2014年に発症した左脹脛痛が、春季キャンプ直前の自主トレーニング中に再発。その後の検査で左脹脛筋炎と診断されたため、キャンプのスタートを二軍で迎えた。オープン戦の中盤から一軍に合流すると、公式戦では、5月11日の埼玉西武ライオンズ戦（楽天Koboスタジアム宮城）でNPB一軍公式戦通算300二塁打を達成。その一方で、前半戦には死球による左尺骨の骨挫傷や、打撃不振などで2度にわたって一軍の戦線を離れた。後半戦では、7月20日の対日本ハム戦（帯広の森野球場）で一軍公式戦の移籍後初本塁打を記録すると、次の試合であった7月22日の対ロッテ戦で古巣からの初本塁打を放った。さらに、8月26日の対オリックス戦（いずれもKoboスタ宮城）では、NPB史上122人目の一軍公式戦通算1500安打を記録。一軍公式戦全体では、3本塁打、打率.281という成績を残したものの、戦線離脱が相次いだ影響で89試合の出場にとどまった。なお、シーズン終了後の11月17日には、翌2017年から登録名を「今江年晶」に変更することを発表した。
2017年は、オリックスとの開幕カード（京セラドーム大阪）に「6番・一塁手」としてスタメンに起用されると、3試合通算で7安打を放つなど打撃が好調。4月6日の対ソフトバンク戦で右太腿半腱様筋の筋膜炎を発症したため、一時戦線を離脱したものの、前半戦では主に「6番・一塁手」としてチームの首位ターンに貢献した。7月27日の対ソフトバンク戦（いずれもKoboパーク宮城）6回表の一塁守備で、松田宣浩が放ったゴロを処理した三塁手ゼラス・ウィーラーからの悪送球を跳び上がりながら捕って着地したところ、右打席から一塁へ走り込んできた松田と交錯。その影響で左手首を痛めたため、途中交代を余儀なくされた。後の診断で、左尺骨骨幹部の骨折によって全治2か月半を要することが判明し、7月28日には、出場選手登録を抹消されるとともに、左尺骨プレート固定術による手術を受けた。この手術によってレギュラーシーズンの残り試合を棒に振ったが、チームのレギュラーシーズン3位で迎えたポストシーズンでは、クライマックスシリーズから代打要員として実戦に復帰した。
2018年は、主に4番打者として、前半戦で打率3割を記録。オールスターゲームにもパ・リーグの監督推薦選手として5年ぶり3度目の出場を果たすと、7月14日の第2戦（リブワーク藤崎台野球場）では、8回裏に代打で適時打を放った。一軍公式戦全体では、ロッテ時代の2014年以来、4年ぶりにパ・リーグの最終規定打席へ到達。リーグ15位の打率.276、自身5年ぶりの10本塁打、49打点を記録した。シーズン終了後に3年契約の満了を受けて臨んだ契約交渉では、2016年・2017年シーズンの低迷を背景に、NPBの年俸減額制限（1億円以上の選手の場合は最大で40%）を超える減俸を球団から提示。この年に楽天への移籍後最高の成績を残したにもかかわらず、推定年俸5000万円（2億円の前年から75%減）という条件で契約を更改した。
2019年は、自主トレーニングの期間中から、右目が原因不明の不調に見舞われた。春季キャンプ直前の検査で右眼球中心性漿液性脈絡網膜症と診断されたため、キャンプでは他の選手より遅く二軍で始動した。5月4日から一軍へ合流すると、公式戦26試合に出場。打率.276、1本塁打、7打点という成績を残した。しかし、右目への違和感が払拭されないまま、7月4日以降は自身の希望で二軍での再調整に専念。二軍のイースタン・リーグ初優勝で臨んだソフトバンクとのファーム日本選手権（10月5日）にも、「6番・指名打者」としてフル出場したものの、後に球団からコーチへの就任を打診された。当初は他球団での現役続行も視野に入れていたが、10月15日に現役引退と指導者への転身を表明。同月18日には、引退記者会見へ臨むとともに、NPBから任意引退選手として公示された。

### 引退後
2019年10月22日、2020年は楽天の育成コーチを務めることが発表された。背番号は98。就任後の登録名は「今江敏晃」。
また、2020年1月22日には、芸能事務所・グレープカンパニーへの所属が発表された。
その後、2021年は二軍打撃コーチを、2022年は育成内野守備走塁コーチを務めた。2023年は再び二軍打撃コーチを務めていたが、一軍が5月25日時点でリーグワーストとなるチーム打率.209、121得点を記録したことを受け、雄平と入れ替わりで一軍打撃コーチに配置転換された。
シーズン終了後の10月17日、石井一久の後任として2024年の一軍監督に就任することが発表された。2年契約で推定年俸は4000万円。球団創設20年目で歴代10人目の監督であり、40歳での就任は2019年に監督代行から監督に就任した平石洋介の39歳に次ぐ2番目の若さとなり、就任時点で12球団最年少の指揮官となった。
2023年オフに松井裕樹らが退団するも目立った補強はない中、2024年のセ・パ交流戦では、13勝5敗でチームを球団創設20年目で初めての交流戦優勝に導いた。また最年少の交流戦優勝監督となった。リーグ後半戦は勝率5割前後をキープし、一時は3位に浮上するも、最終盤で8連敗を喫するなどして、チームは3年連続Bクラスの4位に終わった。10月9日のシーズン最終戦終了後には来季への意欲を示していたが、継投策や起用法の偏りに複数の選手から不満の声が挙がっていたことなどから、球団側は総合的に判断し、2年契約の1年目でありながら続投要請を行わない方針であることが報じられた。10月11日、2024年シーズンをもっての監督契約解除が球団より正式に発表され、退団することとなった。

### 楽天監督辞任後
2025年からはフジテレビ(本数契約)・日テレNEWS24の野球解説者として活動する。2月に沖縄県で行われた韓国プロ野球・サムスン・ライオンズの2次キャンプにスペシャルインストラクターを務め、打者の指導を行った。その後、正式に打撃インストラクターとして招聘され、5月から9月まで本格的に活動を行う。
5月10日にはQCコーチとなり、正式にコーチとしてチームに帯同することになった。背番号は99。

## 選手としての特徴

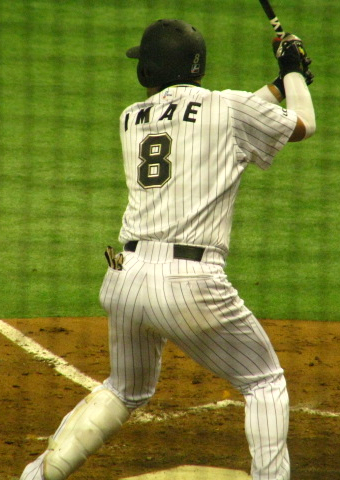
打席に立つ今江
（2010年11月13日 東京ドーム）

### 打撃
広角にライナー性の強い打球を放つ打撃を持ち味とした中距離打者。初球からスイングし、また2008年にはボール球スイング率36.6パーセント、翌2009年には同43.2パーセントを記録するなど、ボール球でも強引に打ちにいく非常に積極的な打撃スタイルであった。また、そういった打撃姿勢からキャリアを通して早打ち傾向であり、他の選手と比べて三振が少ない反面、四球も非常に少なかった（最高でも2018年の32四球）。

### 守備・走塁
守備では三塁手として起用され、2005年シーズン中盤まで、半身に構える独特のスタンスで守備に就いていた。三塁守備は打球反応や出足の速さ、グラブ捌き、スローイングのいずれも高いレベルにあり、ライナー性の打球やフライに強く、2005年から4年連続でゴールデングラブ賞を受賞した。楽天移籍後は一塁手として起用される機会が増えていた。
走塁面では盗塁の試行数は多くないものの、右打者ながら一塁到達まで3.85秒を記録するなど全力疾走を怠らなかった。

## 人物
- 愛称は「ゴリ」。
- 2004年に一般女性と結婚し、翌年10月のプレーオフ開催中に第1子が誕生した。
- 2005年シーズンには一時首位打者争いをするなど頭角を表す。西岡剛と共に「ボビーチルドレン」と呼ばれた。
- 2010年までの応援歌はイ・ジョンヒョンの「ワ（英語版）」が原曲。以前は石井浩郎、伊与田一範の応援歌として使われており、2003年に伊与田が戦力外通告を受け退団したため、2004年から「ワ」に変わった（2010年はマイナーチェンジし、より原曲に近くなった）。「ワ」以前は同じイ・ジョンヒョンの「ヌ」を応援歌として使用していた。2011年から『ソウルキャリバーII』のBGM「Brave Sword, Braver Soul」に変更された。
  - 2006年シーズンの一時期、登場曲にえちうらの「曖昧な態度やめて」とともに｢ワ｣を使っていた。
- イチローの大ファンである[67]。
- 幼少期に両親の影響で巨人を応援していたことから、現在も長嶋茂雄を敬愛。前述したジャイアンツカップの表彰式や、2015年の第17回ゴールデンスピリット賞表彰式（詳細後述）では、長嶋から直々に祝福を受けている[4]。
- 2015年1月に野球界を代表して「Athlete Dresser Award 2015」の1人に選ばれるほど、普段からファッションへの関心が高い[68]。

### 社会貢献活動
ロッテ時代の2006年に『24時間テレビ 「愛は地球を救う」29』（日本テレビ）で「群馬アトム」（群馬県の障がい者野球チーム）に所属する投手の練習映像を偶然見たことをきっかけに、同年11月から「群馬アトム」との交流を開始。自身が出場する試合に関係者を定期的に招待したり、シーズン終了後に練習へ参加したりするなど、現在まで交流を続けている。
また、東日本大震災（2011年）では、当時住んでいた千葉県浦安市内の自宅が液状化現象の被害を受けた。この経験に加えて、ロッテ球団の職員に被災地・福島県いわき市の出身者がいることから、現地の小・中学校を定期的に訪問するなど、いわき訪問の活動を2011年以後毎年続けている（なお、いわきは、東北楽天のチームメイトである内田靖人の出身地でもある）。現在では、「今江スマイルプロジェクト」と称して、以下の活動も長期にわたって続けている。このような活動が評価されたことから、2015年のシーズン終了後には、第17回ゴールデンスピリット賞を受賞した。
- ペットボトルのキャップの選別作業で生計を立てている障がい者の社会進出を支援する目的で、キャップの収集を呼び掛けるとともに、集まったキャップを選別作業所へ随時届けている[69]。
- ロッテ時代には、千葉マリンスタジアム（QVCマリンフィールド）での主催公式戦に、県内の児童養護施設の関係者を定期的に招待。シーズン終了後も、施設を訪問することによって、施設で暮らす子どもたちと定期的に交流している。2015年9月には、白血病を患う少年と、その家族を試合に招いたこともあった[71]。
- 「ミルフィーユ小児がんフロンティアーズ」（小児がん患者を支援するNPO法人）の理事を、夫婦で務めている。2010年からは、「公式戦1打点につき1万円」という単位で、同法人への寄付を開始。2015年までに、総額で303万円の寄付金を贈呈した[69]。また、同法人を通じて、小児がんや脳性まひを抱える少年少女と交流する機会を定期的に設けている。

2015年11月26日のゴールデンスピリット賞授賞式では、副賞の200万円を寄付することを表明するとともに、（当時未発表だった）楽天への入団が決まった場合にも活動を継続することを示唆。楽天への入団発表直後（同年12月15日）には、ロッテ時代に続いていわき市を訪れるとともに、現役を引退してからも同市との交流を続ける意向を示した。なお、楽天への移籍後も、以上の活動を継続している。

### その他
- ゴリという愛称からかファンからバナナをプレゼントされたことがある。しかし、今江の好物はソーセージであり、公式サイトの好きな食べ物の欄にソーセージと書くほどである（千葉マリンスタジアムで販売されるマッチカードプログラムの4コマ漫画でもネタにされた）。
  - 2008年シーズンは故障でファーム調整に入った後、“クライマックスシリーズに一緒に行こう！”と、本人と同じ背番号のユニフォーム・同じリストバンドを着けさせ、サングラスを掛けさせたゴリラのぬいぐるみが“本人代理”としてベンチに同席した。
- 好きな料理は妻が作る鶏手羽大根。[73]
- 「ピアノが得意」とWikipediaに書かれていたが、本人が否定した。[73]
- 元横浜DeNAの神内靖投手とは同級生で京都のリトル・リーグ時代から対戦しており現在も交友がある。プロ野球選手として初めての対戦となった試合で、今江は当時福岡ダイエー所属の神内からプロ入り1号本塁打を放っている。この時、今江は骨折からの復帰戦で放った本塁打であり、当時交際していた現在の夫人へとそのボールを渡そうとしていた為、様々な手を尽くしてそのボールを得たという。
- 2006年ワールド・ベースボール・クラシックの二次予選・韓国戦でセンター金城龍彦からの返球を落としてしまい、さらに「落としていない」とアピールする間に打者走者に二塁への進塁を許してしまった（記録にはエラーはついていない）。結果的にこのアピールによって決勝点を挙げられ、「もう日本に帰っても生きていけない」と考えるほどに思いつめたという。しかし決勝では2点適時打を放った。
- そのWBCでチームメイトだった岩村明憲がメジャーリーグに移籍する際、アメリカの公式サイトにて写真が岩村ではなく今江だった、という事件が起きた。偶然にも、マリーンズの三塁手の前任者・初芝清にも同様の事件が起きている（アメリカのスポーツニュース番組でイチローの紹介があった時の顔写真が初芝だった）。
- 2006年12月28日の契約更改時、当初は「推定300万増の年俸5800万円」と報道された。しかし翌日、今江自身が「300万アップではなく、1000万アップ」と異例の修正コメントを提出。増額公開の理由は「これだけ貰う選手である、というプライドがある。そして球団に評価して貰ったということを伝えたかった」と表明した。
- 京成バスの幕張本郷駅―千葉マリンスタジアム間路線でのロッテ選手音声による自動放送車内アナウンスが流されており、そのうち今江は「皆が気持ちよく利用出来るよう、空き缶、新聞・雑誌は車内に置き去らず、持ち帰って」といった内容を担当していた。
- ロッテ時代の2006年6月11日には、千葉マリンスタジアムの対読売ジャイアンツ（巨人）戦3回表二死一塁で、かつてのチームメイトだった李承燁がロッテ先発の渡辺俊介から右翼席へ本塁打を放った。しかし、一塁から本塁へ生還した小関竜也が三塁を踏み忘れていたことを、三塁手の今江が三塁塁審の西本欣司にアピール。さらに、西本が小関の得点の取り消しを宣告したことによって、三死となり巨人の攻撃が終了した。ちなみに、公式記録では、李承燁の一打が単打として扱われている。
- ロッテ時代の2015年には、佐藤健、加藤茶、マーくん（球団公式マスコットキャラクター）などと共に、親会社の製品（アイスクリーム）である「爽」のミュージックビデオ「爽だ♪いい湯だな♪2015」へ出演。同年4月13日からは、この動画が同製品のスペシャルサイトで配信された[74]。7月12日の対福岡ソフトバンクホークス戦（QVCマリンフィールド）の試合前には、チームメイトの角中勝也・香月良仁と共に、親会社の製品である冷菓を球場のゲート付近で数量限定販売。今江は、「クーリッシュ」の売り子を務めた[75]。
- 2015年5月8日には、QVCマリンフィールドの対西武戦6回表一死二・三塁で、三塁手として栗山巧のファウルフライを追っていた今江が西武の三塁コーチ・奈良原浩と衝突。今江が左手に付けていたグラブが弾かれるほどの激しい衝突だったが、三塁塁審の敷田直人は、奈良原に対して守備妨害を宣告した[76]。
- 2015年6月3日の対阪神戦（前述）では、4回表の第2打席で二塁打を放ったものの、チームは6回裏終了の時点で8点差を付けられていた。しかし、7回表に先頭打者として第3打席で三塁打を放つと、二死一・二塁で迎えた第4打席に松田遼馬からシーズン初本塁打（3点本塁打）を記録。この本塁打でチームを同点に導いたばかりか、今江自身にもサイクル安打達成の可能性が残った。しかし今江は、9回表二死三塁で迎えた最終打席に、安打性のレフトフライで凡退。チームも延長10回裏に、鳥谷敬の犠牲フライでサヨナラ負けを喫している[14]。
- 楽天移籍後の2016年3月29日には、古巣・QVCマリンフィールドでのロッテ戦に、「5番・三塁手」としてスタメンで出場。楽天の一員として初めて同球場での公式戦へ登場し古巣のロッテファンから大きな歓声と温かい拍手で迎えられた[77]。その一方で、2018年7月18日にZOZOマリンフィールドで催された同カードの第5打席では、ロッテファンからブーイングを受けた。直近の打席（第4打席）で益田直也による肩付近への投球に当たっていなかったにもかかわらず、頭部に投球を受けた素振りを見せたことをきっかけに、益田が危険球を投じたとみなされて退場処分を受けたことによる。今江によれば、「（自分には益田の投球が）当たったように感じられたので、捕手（田村龍弘）に訊いたら、『当たってます』と言われた。確かに左頭部も熱っぽかったので、いったんベンチに戻ったところ、スタンドから『（死球の）演技がうまいな』といったヤジが聞こえた。自分は（投球を）よけていて分からないから、『頭に当たったのにブーイングを浴びせられるのはなぜか』と思った」という[78]。もっとも、以上の状況で迎えた第5打席では、南昌輝から中前安打を放っている。
- 妻は10歳年上で、今江がロッテへの入団2年目だった19歳から交際。2004年に結婚すると、「（今江が）プロ（野球）でうまく行かなくても私が生計を立てれば良い」という姿勢で、翌2005年以降の今江の活躍を支えた。妻は結婚を機に、今江のために作った料理をすべてノートに記録。今江が楽天への移籍を機に本拠地・仙台市で生涯初の単身生活を送り始めてからも、シーズン中に現地と東京都内の自宅を何度も往復しながら、食生活のサポートを続けている。TBSテレビの制作で2017年7月17日にTBS系列で全国に放送された特別番組『壮絶人生ドキュメント プロ野球選手の妻たち』では、今江夫妻への密着取材の映像を交えながら、上記の生活の一端を紹介していた[79]。

## 詳細情報

### 年度別打撃成績
| 年 度      | 球 団      | 試 合 | 打 席 | 打 数 | 得 点 | 安 打 | 二 塁 打 | 三 塁 打 | 本 塁 打 | 塁 打 | 打 点 | 盗 塁 | 盗 塁 死 | 犠 打 | 犠 飛 | 四 球 | 敬 遠 | 死 球 | 三 振 | 併 殺 打 | 打 率 | 出 塁 率 | 長 打 率 | O P S |
| ---------- | ---------- | ----- | ----- | ----- | ----- | ----- | -------- | -------- | -------- | ----- | ----- | ----- | -------- | ----- | ----- | ----- | ----- | ----- | ----- | -------- | ----- | -------- | -------- | ----- |
| 2002       | ロッテ     | 15    | 25    | 25    | 0     | 5     | 3        | 0        | 0        | 8     | 2     | 0     | 0        | 0     | 0     | 0     | 0     | 0     | 7     | 1        | .200  | .200     | .320     | .520  |
| 2003       | ロッテ     | 5     | 6     | 6     | 0     | 2     | 1        | 0        | 0        | 3     | 1     | 0     | 0        | 0     | 0     | 0     | 0     | 0     | 2     | 0        | .333  | .333     | .500     | .833  |
| 2004       | ロッテ     | 41    | 149   | 136   | 12    | 35    | 8        | 2        | 1        | 50    | 18    | 0     | 1        | 3     | 2     | 5     | 0     | 3     | 21    | 1        | .257  | .295     | .368     | .663  |
| 2005       | ロッテ     | 132   | 509   | 461   | 58    | 143   | 35       | 3        | 8        | 208   | 71    | 4     | 1        | 10    | 5     | 22    | 4     | 11    | 62    | 16       | .310  | .353     | .451     | .804  |
| 2006       | ロッテ     | 126   | 489   | 457   | 49    | 122   | 25       | 2        | 9        | 178   | 47    | 3     | 2        | 11    | 3     | 17    | 0     | 1     | 74    | 9        | .267  | .293     | .389     | .682  |
| 2007       | ロッテ     | 102   | 338   | 305   | 32    | 76    | 14       | 2        | 9        | 121   | 42    | 0     | 0        | 12    | 4     | 13    | 1     | 3     | 55    | 8        | .249  | .283     | .397     | .680  |
| 2008       | ロッテ     | 117   | 450   | 405   | 57    | 125   | 37       | 4        | 12       | 206   | 55    | 3     | 1        | 14    | 6     | 19    | 1     | 6     | 48    | 7        | .309  | .344     | .509     | .853  |
| 2009       | ロッテ     | 113   | 441   | 409   | 35    | 101   | 19       | 2        | 9        | 151   | 60    | 2     | 3        | 12    | 2     | 12    | 0     | 6     | 60    | 17       | .247  | .277     | .369     | .646  |
| 2010       | ロッテ     | 140   | 596   | 531   | 74    | 176   | 37       | 1        | 10       | 245   | 77    | 8     | 3        | 30    | 5     | 22    | 0     | 8     | 66    | 10       | .331  | .364     | .461     | .825  |
| 2011       | ロッテ     | 134   | 543   | 499   | 53    | 134   | 30       | 1        | 8        | 190   | 51    | 2     | 1        | 10    | 6     | 20    | 0     | 8     | 48    | 13       | .269  | .304     | .381     | .685  |
| 2012       | ロッテ     | 136   | 501   | 446   | 45    | 113   | 21       | 3        | 6        | 158   | 47    | 0     | 3        | 23    | 8     | 19    | 0     | 5     | 37    | 15       | .253  | .287     | .354     | .641  |
| 2013       | ロッテ     | 132   | 551   | 508   | 44    | 165   | 26       | 0        | 10       | 221   | 74    | 5     | 2        | 2     | 11    | 26    | 2     | 4     | 45    | 12       | .325  | .355     | .435     | .790  |
| 2014       | ロッテ     | 120   | 478   | 445   | 48    | 120   | 23       | 3        | 10       | 179   | 54    | 1     | 1        | 4     | 1     | 23    | 0     | 5     | 43    | 13       | .270  | .312     | .402     | .714  |
| 2015       | ロッテ     | 98    | 400   | 373   | 40    | 107   | 18       | 4        | 1        | 136   | 38    | 2     | 2        | 0     | 2     | 16    | 1     | 9     | 35    | 17       | .287  | .330     | .365     | .695  |
| 2016       | 楽天       | 89    | 351   | 317   | 33    | 89    | 7        | 0        | 3        | 105   | 23    | 2     | 1        | 4     | 1     | 25    | 0     | 4     | 30    | 13       | .281  | .340     | .331     | .671  |
| 2017       | 楽天       | 51    | 135   | 128   | 11    | 32    | 7        | 1        | 1        | 44    | 10    | 0     | 0        | 1     | 0     | 6     | 0     | 0     | 26    | 3        | .250  | .284     | .344     | .627  |
| 2018       | 楽天       | 127   | 465   | 421   | 44    | 116   | 17       | 2        | 10       | 167   | 49    | 0     | 3        | 0     | 4     | 32    | 5     | 7     | 76    | 19       | .276  | .334     | .397     | .731  |
| 2019       | 楽天       | 26    | 79    | 76    | 7     | 21    | 2        | 0        | 1        | 26    | 7     | 0     | 1        | 0     | 0     | 3     | 0     | 0     | 16    | 6        | .276  | .304     | .342     | .646  |
| 通算：18年 | 通算：18年 | 1704  | 6506  | 5948  | 642   | 1682  | 330      | 30       | 108      | 2396  | 726   | 32    | 25       | 136   | 60    | 280   | 14    | 80    | 751   | 180      | .283  | .321     | .403     | .723  |

- 各年度の太字はリーグ最高
- 2018年の併殺打は三重殺1を含む

### WBCでの打撃成績
| 年 度 | 代 表 | 試 合 | 打 席 | 打 数 | 得 点 | 安 打 | 二 塁 打 | 三 塁 打 | 本 塁 打 | 塁 打 | 打 点 | 盗 塁 | 盗 塁 死 | 犠 打 | 犠 飛 | 四 球 | 敬 遠 | 死 球 | 三 振 | 併 殺 打 | 打 率 | 出 塁 率 | 長 打 率 |
| ----- | ----- | ----- | ----- | ----- | ----- | ----- | -------- | -------- | -------- | ----- | ----- | ----- | -------- | ----- | ----- | ----- | ----- | ----- | ----- | -------- | ----- | -------- | -------- |
| 2006  | 日本  | 5     | 10    | 10    | 0     | 2     | 0        | 0        | 0        | 2     | 4     | 0     | 0        | 0     | 0     | 0     | 0     | 0     | 2     | 1        | .200  | .200     | .200     |

### 年度別守備成績
| 年 度 | 球 団  | 二塁  | 二塁  | 二塁  | 二塁  | 二塁  | 二塁     | 三塁  | 三塁  | 三塁  | 三塁  | 三塁  | 三塁     | 遊撃  | 遊撃  | 遊撃  | 遊撃  | 遊撃  | 遊撃     | 一塁  | 一塁  | 一塁  | 一塁  | 一塁  | 一塁     |
| 年 度 | 球 団  | 試 合 | 刺 殺 | 補 殺 | 失 策 | 併 殺 | 守 備 率 | 試 合 | 刺 殺 | 補 殺 | 失 策 | 併 殺 | 守 備 率 | 試 合 | 刺 殺 | 補 殺 | 失 策 | 併 殺 | 守 備 率 | 試 合 | 刺 殺 | 補 殺 | 失 策 | 併 殺 | 守 備 率 |
| ----- | ------ | ----- | ----- | ----- | ----- | ----- | -------- | ----- | ----- | ----- | ----- | ----- | -------- | ----- | ----- | ----- | ----- | ----- | -------- | ----- | ----- | ----- | ----- | ----- | -------- |
| 2002  | ロッテ | 2     | 0     | 0     | 0     | 0     | .---     | 9     | 5     | 9     | 1     | 0     | .933     | 4     | 1     | 3     | 1     | 0     | .800     | -     | -     | -     | -     | -     | -        |
| 2003  | ロッテ | 1     | 0     | 0     | 0     | 0     | .---     | 2     | 1     | 1     | 0     | 0     | 1.000    | -     | -     | -     | -     | -     | -        | -     | -     | -     | -     | -     | -        |
| 2004  | ロッテ | -     | -     | -     | -     | -     | -        | 41    | 32    | 55    | 3     | 4     | .967     | -     | -     | -     | -     | -     | -        | -     | -     | -     | -     | -     | -        |
| 2005  | ロッテ | 1     | 0     | 1     | 0     | 0     | 1.000    | 132   | 99    | 264   | 9     | 24    | .976     | -     | -     | -     | -     | -     | -        | -     | -     | -     | -     | -     | -        |
| 2006  | ロッテ | -     | -     | -     | -     | -     | -        | 125   | 78    | 225   | 12    | 24    | .962     | -     | -     | -     | -     | -     | -        | -     | -     | -     | -     | -     | -        |
| 2007  | ロッテ | -     | -     | -     | -     | -     | -        | 99    | 64    | 183   | 5     | 6     | .980     | -     | -     | -     | -     | -     | -        | -     | -     | -     | -     | -     | -        |
| 2008  | ロッテ | -     | -     | -     | -     | -     | -        | 117   | 98    | 174   | 6     | 4     | .978     | -     | -     | -     | -     | -     | -        | -     | -     | -     | -     | -     | -        |
| 2009  | ロッテ | -     | -     | -     | -     | -     | -        | 111   | 86    | 185   | 9     | 13    | .968     | -     | -     | -     | -     | -     | -        | -     | -     | -     | -     | -     | -        |
| 2010  | ロッテ | -     | -     | -     | -     | -     | -        | 137   | 125   | 257   | 17    | 28    | .957     | -     | -     | -     | -     | -     | -        | -     | -     | -     | -     | -     | -        |
| 2011  | ロッテ | -     | -     | -     | -     | -     | -        | 127   | 91    | 200   | 6     | 9     | .980     | -     | -     | -     | -     | -     | -        | -     | -     | -     | -     | -     | -        |
| 2012  | ロッテ | -     | -     | -     | -     | -     | -        | 134   | 106   | 209   | 11    | 10    | .966     | -     | -     | -     | -     | -     | -        | -     | -     | -     | -     | -     | -        |
| 2013  | ロッテ | -     | -     | -     | -     | -     | -        | 130   | 83    | 202   | 9     | 19    | .969     | -     | -     | -     | -     | -     | -        | -     | -     | -     | -     | -     | -        |
| 2014  | ロッテ | -     | -     | -     | -     | -     | -        | 117   | 77    | 159   | 10    | 13    | .959     | -     | -     | -     | -     | -     | -        | -     | -     | -     | -     | -     | -        |
| 2015  | ロッテ | -     | -     | -     | -     | -     | -        | 97    | 60    | 164   | 7     | 16    | .970     | -     | -     | -     | -     | -     | -        | 1     | 3     | 1     | 0     | 0     | 1.000    |
| 2016  | 楽天   | -     | -     | -     | -     | -     | -        | 83    | 59    | 150   | 10    | 13    | .954     | -     | -     | -     | -     | -     | -        | 4     | 30    | 0     | 1     | 3     | .968     |
| 2017  | 楽天   | -     | -     | -     | -     | -     | -        | 14    | 2     | 4     | 0     | 0     | 1.000    | -     | -     | -     | -     | -     | -        | 35    | 228   | 9     | 2     | 22    | .992     |
| 2018  | 楽天   | -     | -     | -     | -     | -     | -        | 47    | 24    | 55    | 3     | 6     | .963     | -     | -     | -     | -     | -     | -        | 49    | 354   | 26    | 0     | 29    | 1.000    |
| 2019  | 楽天   | -     | -     | -     | -     | -     | -        | 14    | 6     | 14    | 3     | 6     | .870     | -     | -     | -     | -     | -     | -        | 2     | 8     | 1     | 0     | 0     | 1.000    |
| 通算  | 通算   | 4     | 0     | 1     | 0     | 0     | 1.000    | 1536  | 1096  | 2510  | 121   | 195   | .968     | 4     | 1     | 3     | 1     | 0     | .800     | 91    | 623   | 37    | 3     | 54    | .995     |

- 各年度の太字はリーグ最高
- 太字年はゴールデングラブ賞受賞

### 年度別監督成績
| 年 度     | 球 団     | 順 位     | 試 合 | 勝 利 | 敗 戦 | 引 分 | 勝 率 | ゲ ｜ ム 差 | 打 率      | 本 塁 打   | 防 御 率   | 年 齡      |
| --------- | --------- | --------- | ----- | ----- | ----- | ----- | ----- | ----------- | ---------- | ---------- | ---------- | ---------- |
| 2024年    | 楽天      | 4位       | 143   | 67    | 72    | 4     | .482  | 23.5        | .242       | 72         | 3.73       | 41歳       |
| 通算：1年 | 通算：1年 | 通算：1年 | 143   | 67    | 72    | 4     | .482  | Bクラス1回  | Bクラス1回 | Bクラス1回 | Bクラス1回 | Bクラス1回 |

### 表彰
- ベストナイン：1回（三塁手部門：2005年）
- ゴールデングラブ賞：4回（三塁手部門：2005年 - 2008年）
- JA全農Go・Go賞：1回（最多二・三塁打賞：2005年8月）
- 日本シリーズMVP：2回（2005年、2010年）
- フレッシュオールスターゲームMVP（2003年）
- ゴールデンスピリット賞（2015年）
- ユーキャン新語・流行語大賞 トップテン（2005年、「ボビーマジック」、サブローと共同で受賞）
- 千葉市市民栄誉賞（2006年）
- 報道ステーション スポーツ賞（2010年[80]）

### 記録
初記録
- 初出場：2002年4月28日、対大阪近鉄バファローズ5回戦（大阪ドーム）、9回表に渡辺正人の代打として出場
- 初打席：同上、9回表に岡本晃から遊撃ゴロ
- 初先発出場：2002年4月30日、対福岡ダイエーホークス5回戦（千葉マリンスタジアム）、7番・遊撃手として先発出場
- 初安打・初打点：2002年9月30日、対西武ライオンズ27回戦（西武ドーム）、2回表に西口文也から中前適時打
- 初二塁打：2002年10月2日、対日本ハムファイターズ25回戦（千葉マリンスタジアム）、2回裏に正田樹から
- 初本塁打：2004年8月21日、対福岡ダイエーホークス24回戦（千葉マリンスタジアム）、2回裏に神内靖から左越ソロ
- 初盗塁：2005年4月6日、対西武ライオンズ3回戦（インボイスSEIBUドーム）、4回表に二盗（投手：芝﨑和広、捕手：野田浩輔）

節目の記録
- 1000試合出場：2012年7月14日、対福岡ソフトバンクホークス11回戦（福岡Yahoo! JAPANドーム）、6番・三塁手として先発出場 ※史上454人目
- 1000安打：2012年8月3日、対オリックス・バファローズ12回戦（ほっともっとフィールド神戸）、4回表に寺原隼人から二塁内野安打 ※史上270人目
- 300二塁打：2016年5月11日、対埼玉西武ライオンズ7回戦（楽天Koboスタジアム宮城）、5回裏に佐藤勇から左翼線適時二塁打 ※史上65人目
- 1500安打：2016年8月26日、対オリックス・バファローズ18回戦（楽天Koboスタジアム宮城）、6回裏に金子千尋から ※史上122人目
- 100本塁打：2018年4月21日、対オリックス・バファローズ5回戦（楽天生命パーク）、9回裏に増井浩俊から左越えソロ ※史上286人目

日本シリーズでの記録
- 初打席本塁打：2005年10月22日、対阪神タイガース1回戦（千葉マリンスタジアム）、1回裏に井川慶から左越先制ソロ ※史上13人目
- 8打席連続安打：2005年10月22日 - 23日 ※史上最長[81]
- 8打数連続安打：同上 ※史上最長[81]
- 1試合4安打：2005年10月22、23日 ※史上最多タイ、史上20人目22・23度目、2試合連続で記録するのは史上初[81]

その他の記録
- オールスターゲーム出場：3回（2006年、2013年、2018年）

### 背番号
- 25（2002年 - 2004年）
- 8（2005年 - 2019年）
- 98（2020年 - 2024年）
- 99（2025年 - ）

### 登録名
- 今江 敏晃（いまえ としあき、2002年 - 2016年、2020年 - 2024年）
- 今江 年晶（いまえ としあき、2017年 - 2019年）

### 代表歴
- 2006 ワールド・ベースボール・クラシック日本代表

## 関連情報

### 出演
テレビ番組
- 壮絶人生ドキュメント プロ野球選手の妻たち（2008年、TBSテレビ）
- 球辞苑 〜プロ野球が100倍楽しくなるキーワードたち〜（2023年1月29日、NHK BS1）